# 杜恩森
杜恩森（Tuensang）是印度那加兰邦杜恩森县的一个城镇。人口36,774（2011年）。

## 人口
2011年人口36,774，其中男性16625，女性13029；0—6岁人口3979，其中男2020，女1959。